# Галян Валентина Василівна
Валентина Василівна Галян (Ландар) (нар. 15 січня 1950, село Руч'ї, тепер Роздольненський район, Автономна Республіка Крим) — українська радянська діячка, ланкова, бригадир колгоспу «Советская Родина» Роздольненського району Кримської області. Депутат Верховної Ради УРСР 8—10-го скликань.

## Біографія
Народилася в селянській родині. Закінчила восьмирічну школу.
З 1965 року — колгоспниця виноградарської бригади, рисовод, з 1968 року — ланкова-рисовод, бригадир колгоспу «Советская Родина» села Руч'ї Роздольненського району Кримської області. У 1970 році на площі 24 гектари ланка рисівників Валентини Ландар (Галян) виростила по 70 центнерів рису на кожному гектарі.
Без відриву від виробництва закінчила вечірню середню школу.
Член КПРС з 1973 року.
Обиралася делегатом ХХІ з'їзду ЛКСМУ.
Потім — на пенсії у селі Руч'ї Роздольненського району Автономної Республіки Крим.

## Нагороди
- орден Леніна
- орден Трудового Червоного Прапора
- ордени
- медаль «За трудову доблесть»
- медаль «За доблесну працю. В ознаменування 100-річчя з дня народження Володимира Ілліча Леніна» (1970)
- медалі